# Naturpark Biokovo
Der Naturpark Biokovo (kroatisch Park prirode Biokovo) ist ein geschützter Landschaftsraum in der Gespanschaft Split-Dalmatien in Kroatien. Das Gebiet wurde aufgrund seiner Geomorphologie, biologischen Vielfalt und landschaftlichen Schönheit im Jahre 1981 zum Naturpark ernannt.
Der Park erstreckt sich über eine Fläche von 19.550 Hektar und umfasst einen circa 30 km langen und bis zu 7 km breiten, sich in nordwestlich-südöstlicher Richtung erstreckenden Teil des Biokovo-Gebirges von Dubci bis nach Gornja Igrane. Er umfasst das Teilgebiete der Städte Makarska und Vrgorac sowie der Gemeinden Baška Voda, Brela, Podgora, Šestanovac, Tučepi, Zadvarje und Zagvozd. Der Park liegt auf einer Höhe von 200 bis 1762 m. i. J.; der Sveti Jure (Heiliger Georg) als höchster Berg des Parks ist zugleich der zweithöchste Gipfel in Kroatien.
Im Park liegt am Hang über dem gleichnamigen Dorf der botanische Garten von Kotišina. Biokovo hat viel typische Karstphänomene zu bieten: Dolinen, natürlich entstandene Mulden, Höhlen, Eisgruben und Grotten. Die tiefste ist die 788 Meter tiefe Amfora, die vierttiefste Grotte in Kroatien.
Der Biokovo scheint auf den ersten Blick arm und karg, beherbergt aber etwa 1500 Pflanzen- und zahlreiche Tierarten, darunter 7 geschützte Amphibienarten, 21 Reptilienarten, über 100 Vogelarten und 13 seltene, geschützte und bedrohte Fledermausarten. Neben dschungelartigen Wäldern mit Buchen, Tannen und Schwarzkiefern findet man endemische Pflanzenarten wie Edraianthus pumilio, Centaurea biokovensis, Centaurea cuspidata. Die Tierwelt des Biokovo ist eigentümlich und vielfältig, ebenfalls mit endemischen Arten und tertiären Relikten. Die unterirdische Fauna ist mit 60 endemischen von dort insgesamt 199 Arten vertreten.
Eine Vielzahl von Spuren verweisen auf das Leben der Menschen im Gebirge, wie die archäologischen Reste, die kleinen Kirchen, Kapellen und Hirtenquartiere. Auf den Gipfel des Sveti Jure führt außer den Wanderpfaden eine 23 Kilometer lange Straße, die zugleich die höchste asphaltierte Straße Kroatiens ist.